# Lewin Blum
Lewin Blum (* 27. Juli 2001 in Rothrist) ist ein Schweizer Fussballspieler. Er spielt als Rechtsverteidiger beim BSC Young Boys in Bern.

## Karriere

### Verein
Blum begann seine Laufbahn beim FC Roggwil. Im Sommer 2012 wechselte er zum BSC Young Boys. Nachdem er einen ersten Vertrag bis Juni 2025 unterschrieben hatte, wurde Blum am 15. Juni 2021 für eine Saison in die Challenge League an Yverdon-Sport ausgeliehen. Für Yverdon kam er zu 17 Einsätzen in der zweithöchsten Schweizer Spielklasse und erzielte dabei ein Tor, ehe er im Januar 2022 zum BSC Young Boys zurückkehrte.
Seinen ersten Auftritt für die erste Mannschaft der Young Boys hatte er am 29. Januar 2022 im Super-League-Spiel gegen den FC Lugano. Er wurde eingewechselt und sein Team gewann mit 1:0.
In der Saison 2022/23 wurde Blum mit seinem Verein Schweizer Meister und Cupsieger. Sein Vertrag läuft bis 2027.
In der Saison 2023/2024 wurde er mit YB Schweizer Meister. Zudem haben sie in der Champions League gespielt und auf dem dritten Platz europäisch überwintert.

### Nationalmannschaft
Blum spielte zwischen 2019 und 2020 für die Schweizer U19-Nationalmannschaft und absolvierte insgesamt drei Spiele.
Sein erstes Spiel für die Schweizer U-21-Nationalmannschaft bestritt Blum am 25. März 2022 gegen Wales. Er wurde als Linksverteidiger eingesetzt und sein Team gewann mit 5:1 Toren.

## Erfolge
- Schweizer Meister: 2022/23 mit dem BSC Young Boys
- Schweizer Cupsieger 2023 mit dem BSC Young Boys
- Schweizer Meister 2023/2024 mit dem BSC Young Boys